# Петрівська волость (Мелітопольський повіт)
Петрівська волость — адміністративно-територіальна одиниця Мелітопольського повіту Таврійської губернії.
Станом на 1886 рік складалася з 3 поселень, 3 сільських громад. Населення — 5176 осіб (2640 чоловічої статі та 2536 — жіночої), 831 дворових господарств.
|                     | Площа, десятин | У тому числі орної, дес. |
| ------------------- | -------------- | ------------------------ |
| Сільських громад    | 37601          | 11097                    |
| Приватної власності | 43360          | 4720                     |
| Казенної власності  | 17513          | 1100                     |
| Іншої власності     | 240            | 180                      |
| Загалом             | 98714          | 17097                    |

Основні поселення волості:
- Петрівка (Мустопей) — село при колодцях за 62 версти від повітового міста, 2236 осіб, 387 дворів, молитовний будинок, 2 школи, 3 лавки, ярмарок 1 вересня та 1 березня.
- Іванівка — село при балці Воялн, 2453 особи, 358 дворів, православна церква, школа, 3 лавки, горілчаний склад, рейнський погріб, бондарня, ярмарок 9 березня та 26 жовтня.